# 覺行寺
覺行寺，是位於台灣苗栗縣苗栗市南勢里
，一座正在興建中的佛教寺廟。該寺由國際佛教僧尼總會總住持釋證達法師發心修建，中華國際佛教聞修正法會及覺行寺興建籌備委員會負責相關籌建工作。該佛寺基地約5,000坪，建築物將呈現與日本東大寺相仿的唐代簡約莊嚴的建築設計風格  。

## 籌建進度
- 2015年7月 簽定購地契約[1]。
- 2015年10月 舉辦覺行寺啟建祈福大悲懺法會[5]。
- 2016年7月 赴日本進行著名佛寺考察。
- 2017年3月 第一次環評審查。
- 2017年5月 舉辦建寺祈福佛誕浴佛法會[6][7][8]、第二次環評審查。
- 2017年第四季 通過環評審查[4]。
- 2018年上半年 水保審核、申請建築執造。
- 2018年第四季 預計奠基動土，但截至2022年8月，均無動土的跡象。

## 外部連結
- 覺行寺官方網站 （页面存档备份，存于）